# بابلو بالاسيوس
بابلو ديفيد بالاسيوس هيريريا (بالإسبانية: Pablo Palacios) (مواليد 5 فبراير 1982 في كيتو) لاعب كرة قدم إكوادوري دولي يجيد اللعب في خط الهجوم . يلعب حاليا لصالح نادي برشلونة الإكوادوري منذ 2008 .

## روابط خارجية
- بابلو بالاسيوس على موقع إي إس بي إن إف سي (الإنجليزية)
- بابلو بالاسيوس على موقع قاعدة بيانات كرة القدم.إي يو (الإنجليزية)
- بابلو بالاسيوس على موقع ناشيونال فوتبول تيمز (الإنجليزية)
- بابلو بالاسيوس على موقع Soccerway.com (الإنجليزية)